# Tekken: Bloodline
Tekken: Bloodline é uma série de televisão animada de fantasia de ação e aventura baseada na franquia de jogos de luta Tekken da Bandai Namco Entertainment. A série adapta vagamente os eventos do jogo Tekken 3 de 1997 e segue o jovem lutador Jin Kazama em sua busca de sua vingança contra Ogre, a criatura que matou sua mãe Jun. A busca de Jin o leva a ser treinado para rastrear Ogre por seu violento avô Heihachi Mishima, que está organizando um torneio de luta chamado King of Iron Fist. A série estreou na Netflix em 18 de agosto de 2022, para um total de seis episódios.
A série foi produzida como uma história de amadurecimento de Jin, algo que o diretor do jogo Katsuhiro Harada queria enfatizar, já que Tekken 3 não destacou o passado de Jin. Foi dirigido por Yoshikazu Miyao, que queria mostrar adequadamente a trágica história de Jin.
A série recebeu respostas mistas como resultado de sua curta duração, proporcionando pouco tempo de exibição para a maioria dos personagens além de Jin e, em vez disso, enfatizando as cenas de luta. O estilo e a qualidade da animação do show também foram questionados, e os críticos estiveram divididos sobre a ideia de Bloodline ser ou não uma adaptação adequada da série Tekken.

## Sinopse
Jin Kazama é um jovem artista marcial que vive com sua mãe pacifista, Jun Kazama, na Ilha de Yakushima. Um dia, o antigo demônio Ogre ataca sua casa, levando à morte de Jun. Seguindo as instruções dadas em suas últimas palavras, Jin se encontra com seu avô, um empresário e artista marcial chamado Heihachi Mishima. Heihachi se interessa por Jin e o treina no estilo mais violento de artes marciais Mishima para vingar Jun, instruindo Jin a abandonar os métodos pacifistas do estilo Kazama. Após quatro anos de treinamento, Heihachi começa o torneio King of Iron Fist, no qual Jin competirá para derrotar Ogre.
Após sua chegada a Cusco para o torneio, Jin descobre que seu pai é Kazuya Mishima, um artista marcial com o poder de um demônio. Heihachi matou Kazuya no torneio anterior para impedi-lo de arruinar o mundo. Jin herdou de seu pai o Devil Gene que atraiu Ogre para sua casa. No torneio King of Iron Fist, Jin fica em conflito sobre seu estilo violento depois de quebrar uma das pernas de seu rival. Para a próxima partida, Jin abandona os valores da família Mishima, pois também faz amizade com a lutadora e colega de colégio, Ling Xiaoyu, que o lembra dos métodos de sua mãe, além de ganhar uma rivalidade amigável com Hwoarang e torna-se amigo de Julia Chang e do veterano Paul Phoenix. Agora em paz, Jin vence o torneio. Irritado com o pacifismo de Jin, Heihachi desafia Jin a provar que é o vencedor do torneio, mas a luta é interrompida pelo despertar de Ogre. Jin consegue derrotar Ogre, com a ajuda de Xiaoyu, Hwoarang, Paul e Julia, mas é morto por Heihachi na sequência, pois é revelado que Heihachi temia que ele se tornasse como seu pai. Jin encontra sua mãe em seu caminho para a vida após a morte, mas seu Devil Gene o desperta e o revive em uma forma demoníaca com asas de penas negras, diferente da própria forma de Kazuya. Jin facilmente subjuga Heihachi e quase o mata. Conforme os desejos de Xiaoyu e Hwoarang chegam a seus ouvidos, Jin recupera parte de sua humanidade ao ser sucumbido pela intenção violenta do mesmo poder que corrompeu Kazuya, então voa para um ponto desconhecido.

## Personagens
| Personagem       | Dublador em japonês | Dublador em inglês  |
| ---------------- | ------------------- | ------------------- |
| Jin Kazama       | Isshin Chiba        | Kaiji Tang          |
| Jun Kazama       | Mamiko Noto         | Vivian Lu           |
| Heihachi Mishima | Taiten Kusunoki     | S. Hiroshi Watanabe |
| Kazuya Mishima   | Masanori Shinohara  | Eliot               |
| Hwoarang         | Toshiyuki Morikawa  | Todd Haberkorn      |
| Ling Xiaoyu      | Maaya Sakamoto      | Faye Mata           |
| Paul Phoenix     | Hōchū Ōtsuka        | Jamieson Price      |
| Julia Chang      | Seiko Yoshida       | Jeannie Tirado      |
| Nina Williams    | Yumi Tōma           | Erika Harlacher     |
| Ganryu           | Hidenari Ugaki      | Earl Baylon         |
| Leroy Smith      | Yasuhiro Kikuchi    | Krizz Kaliko        |
| King             | Masayuki Hirai      | Leandro Cano        |
| Ogre             | –                   | Bill Butts          |
| Dr. Bosconovitch | –                   | Jamieson Price      |
| Akiko Miura      | Mariya Ise          | Judy Alice Lee      |

## Produção e lançamento
Em 19 de março de 2022, a Netflix anunciou que lançaria a série em 18 de agosto de 2022. A série foi criada como uma homenagem ao terceiro título da franquia Tekken, Tekken 3. Os produtores explicaram como a equipe tentou ser fiel à narrativa original da franquia fazendo com que os personagens realizassem vários movimentos dos jogos e usando trechos de áudio dos jogos. Como a série é baseada em Tekken 3, a história enfoca as origens de Jin Kazama e sua criação com sua mãe Jun, que não é explorada no material original devido à dificuldade de contar histórias por meio de videogames. Com isso, o anime cria uma história própria que não estava presente nos capítulos mais antigos da franquia. Todos os episódios foram escritos por Gavin Hignight, enquanto o diretor da série foi Yoshikazu Miyao.
O designer de jogos Katsuhiro Harada esteve envolvido no projeto e afirmou que gostou da história de vida de Jin. Miyao afirmou que algumas das batalhas do show eram difíceis de animar devido à necessidade de fidelidade aos jogos originais. Ele chamou a história de Jin de trágica, já que o personagem inicialmente inocente se desenvolve negativamente ao longo da série e, finalmente, fica triste com sua transição para uma forma diabólica. Como a maioria dos episódios se passa em Cusco, no Peru, Gavin Hignight disse que a equipe responsável pela série foi capaz de recapturar o sentimento de tal país, principalmente quando Jin o alcança.
Os personagens foram desenhados por Heart ao lado de Satoshi Yuri. O traje de corpo inteiro de Jin foi uma criação original não presente no jogo. Um capuz foi adicionado ao traje a pedido de Miyao. O tema da série envolve o crescimento de Jin, então os designers de personagens criaram uma variedade de diferenças entre suas duas personas para gerar um grande contraste visual. A roupa diária de Heihachi também foi completamente redesenhada. [20] A música para a série foi composta por Rei Kondoh, e um álbum de 27 faixas foi lançado junto com o anime.